# Церква Різдва Пресвятої Богородиці (Журавне)
Церква Різдва Пресвятої Богородиці — чинна мурована парафіяльна церква у селі Журавне Хмільницької міської громади Хмільницького району Вінницької області. Збудована у 1777 році. Пам'ятка архітектури місцевого значення Охоронний номер 323-М/1. Парафія належить до Хмільницького деканату Вінницько-Барської єпархії Православної церкви України. 

## Історія

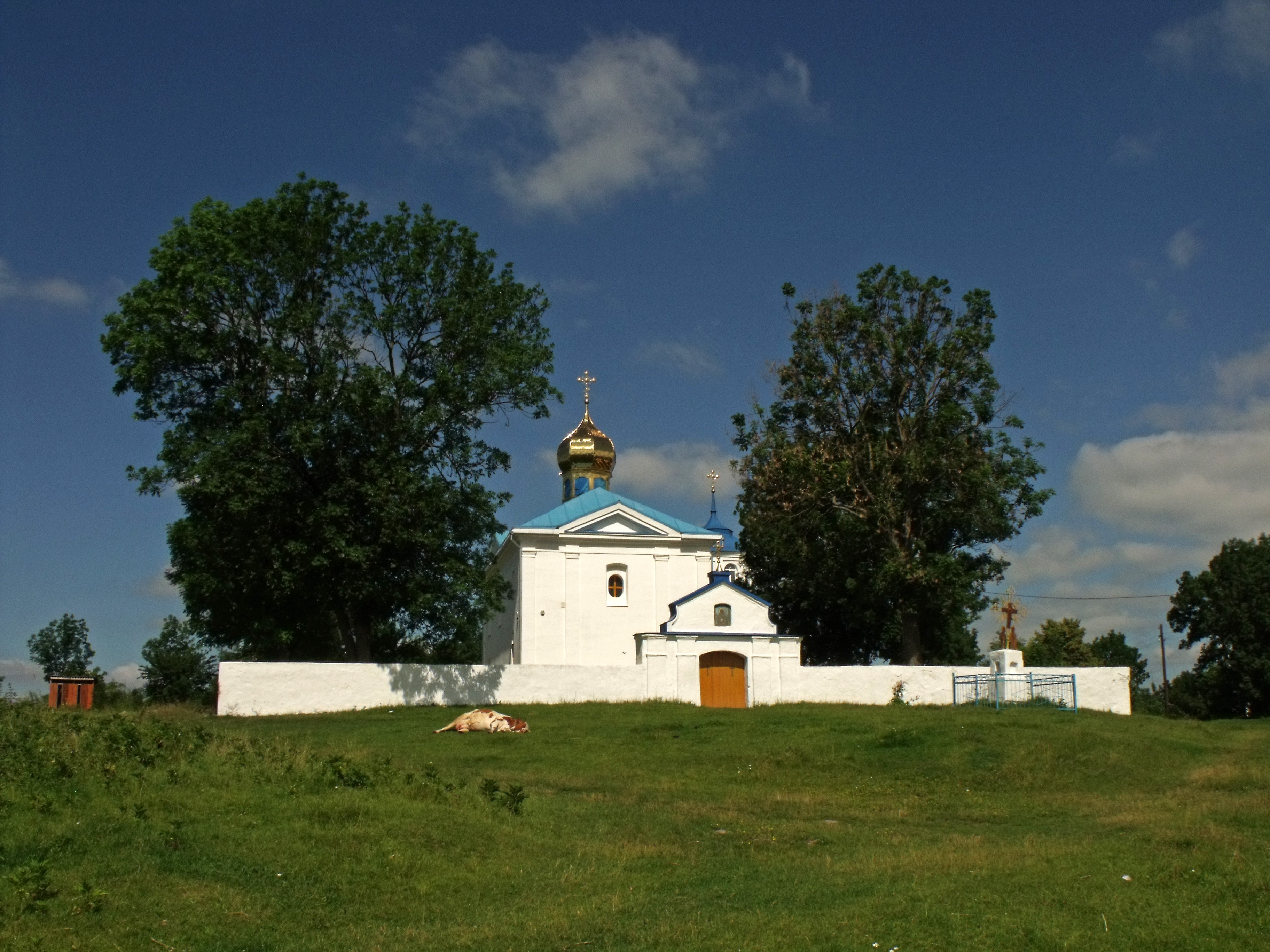

Церкву збудовано коштами графині Софії Любомирської у 1777 році. Церква була збула збудована як греко-католицька. 
У 1868 року церква стала православною. 1869 року була побудована дзвіниця.
Церква була діючою весь час.

### Перехід з УПЦ МП до ПЦУ
8 вересня  2022 року відбулись збори парафіян, на яких за перехід до Православної церкви України проголосували одноголосно усі парафіяни релігійної громади. 

## Архітектура
У церкві зберігся дерев'яний іконостас XVIII століття. 

## Світлини

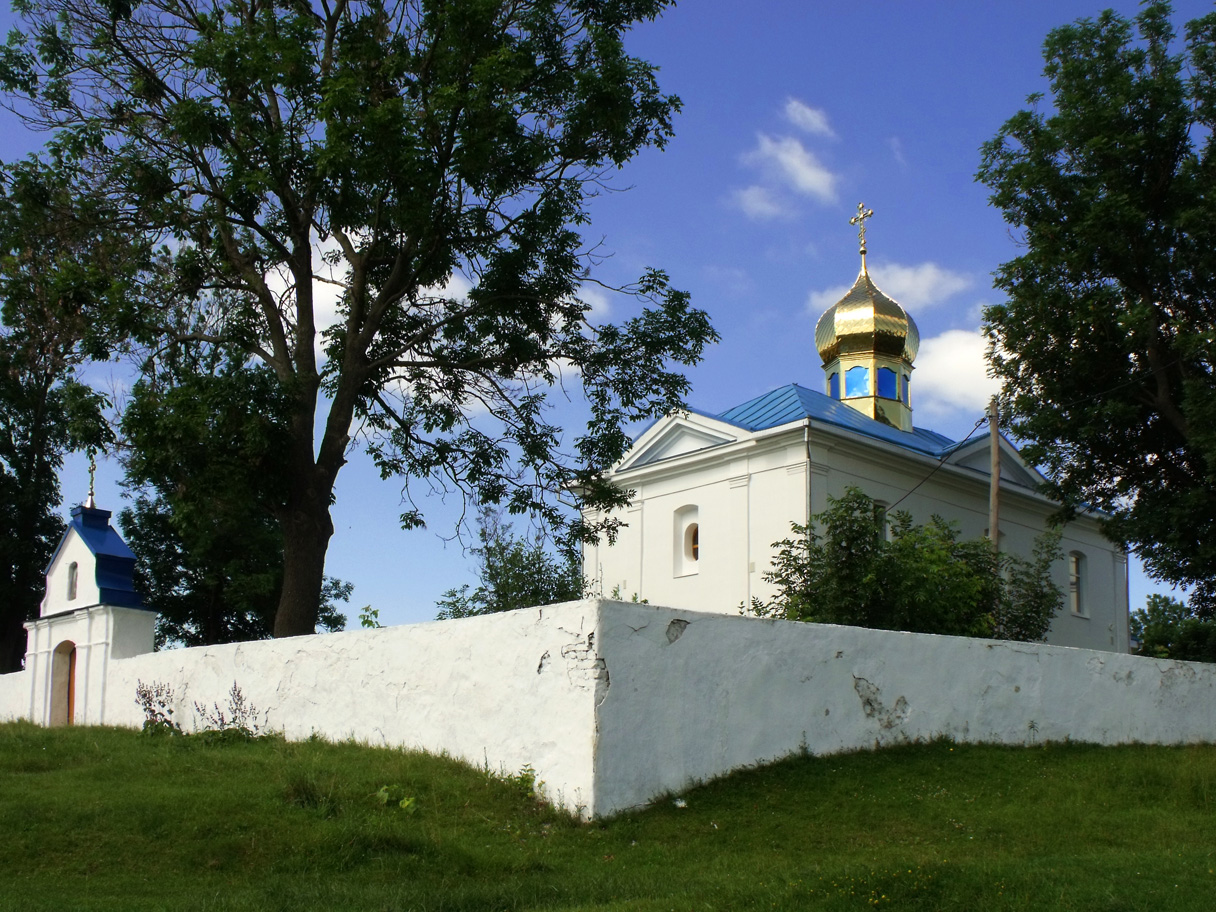
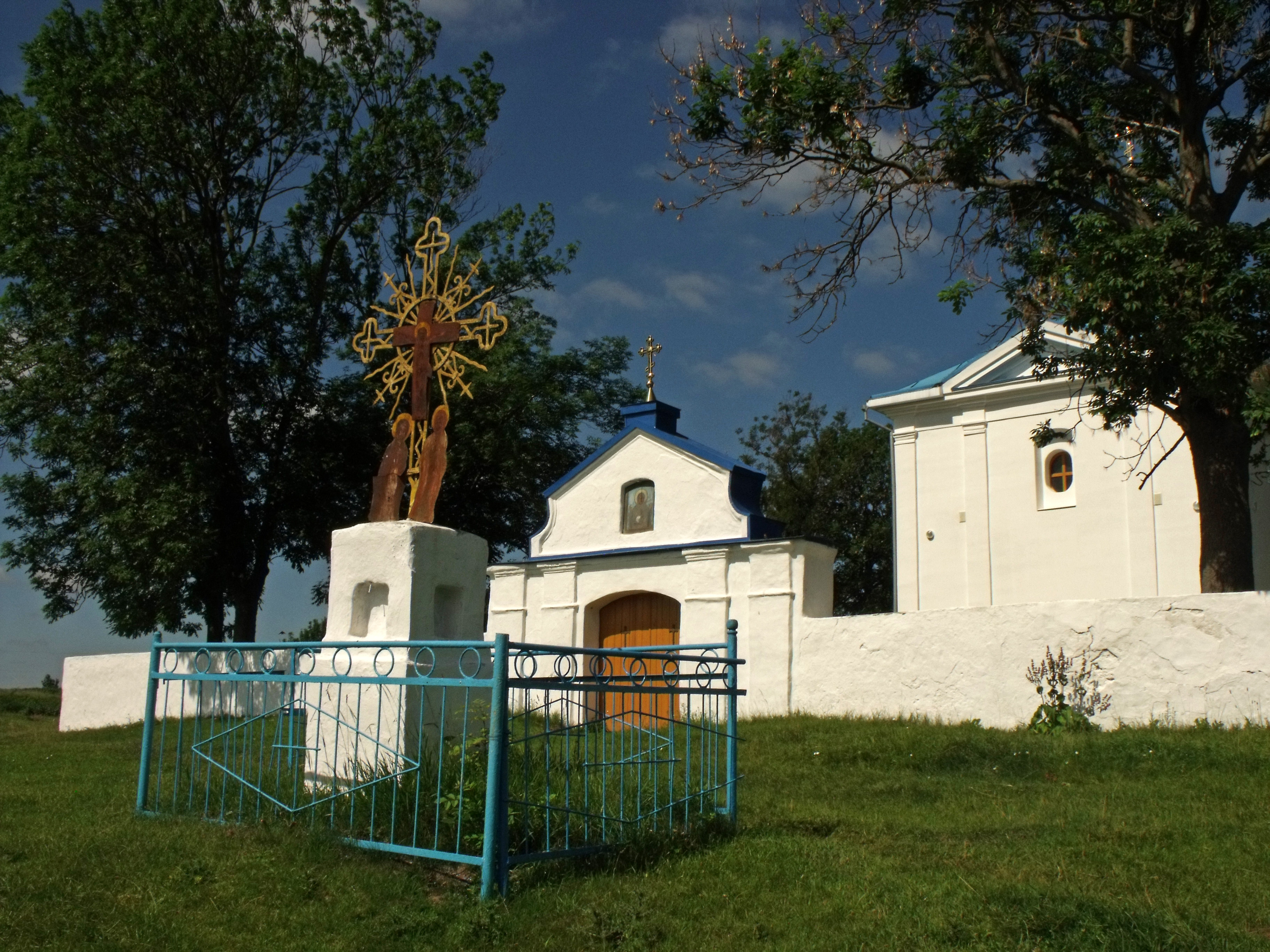
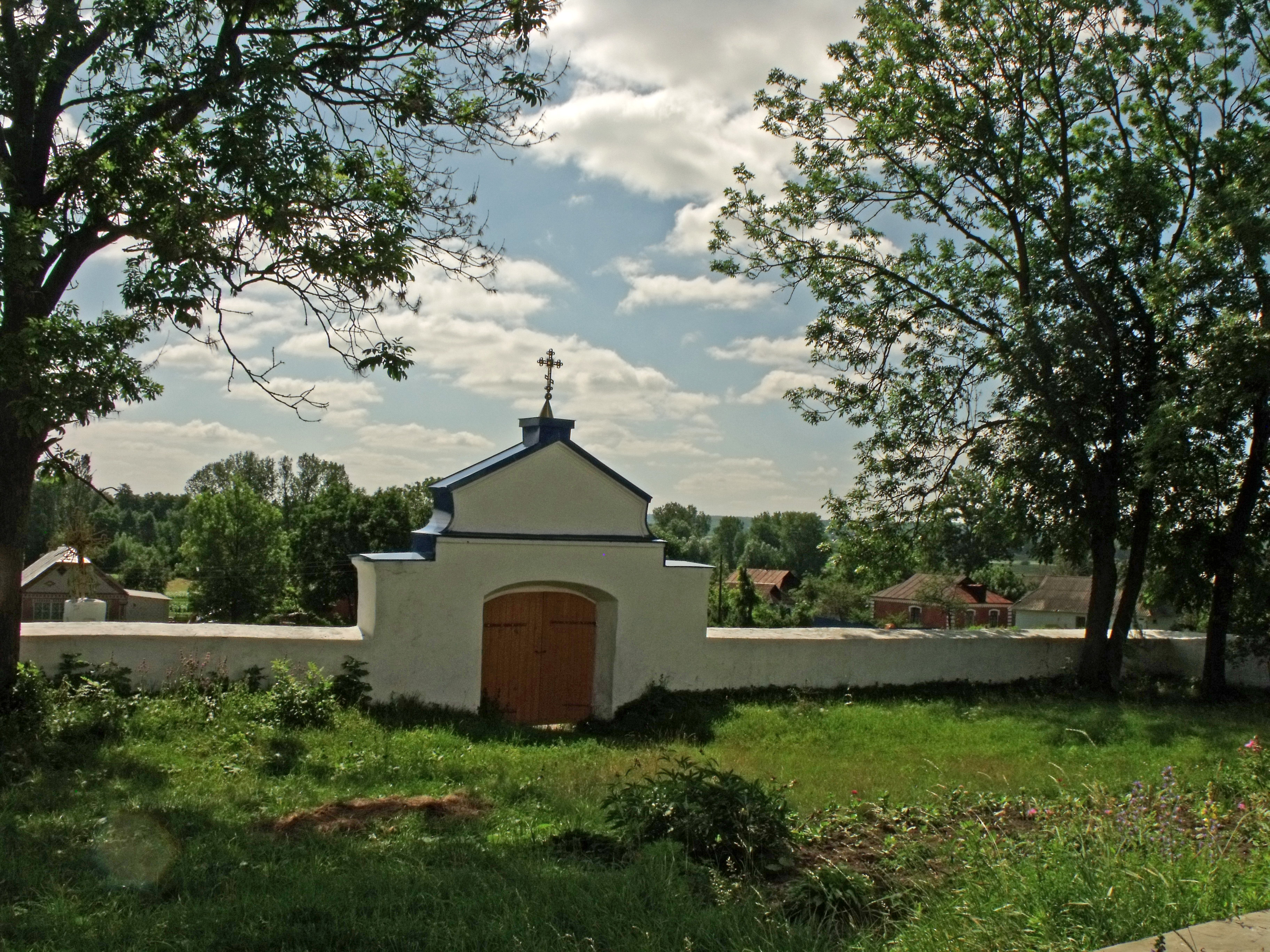

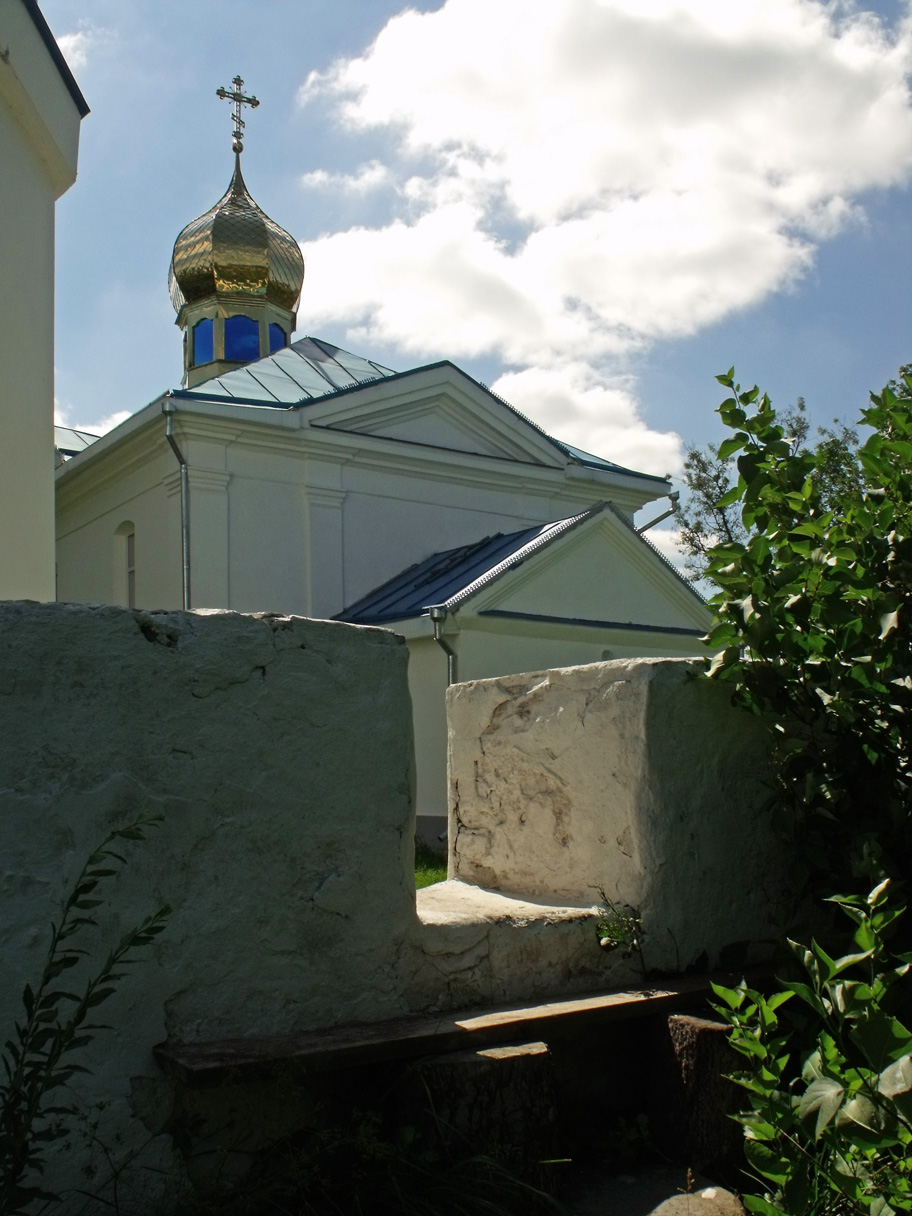
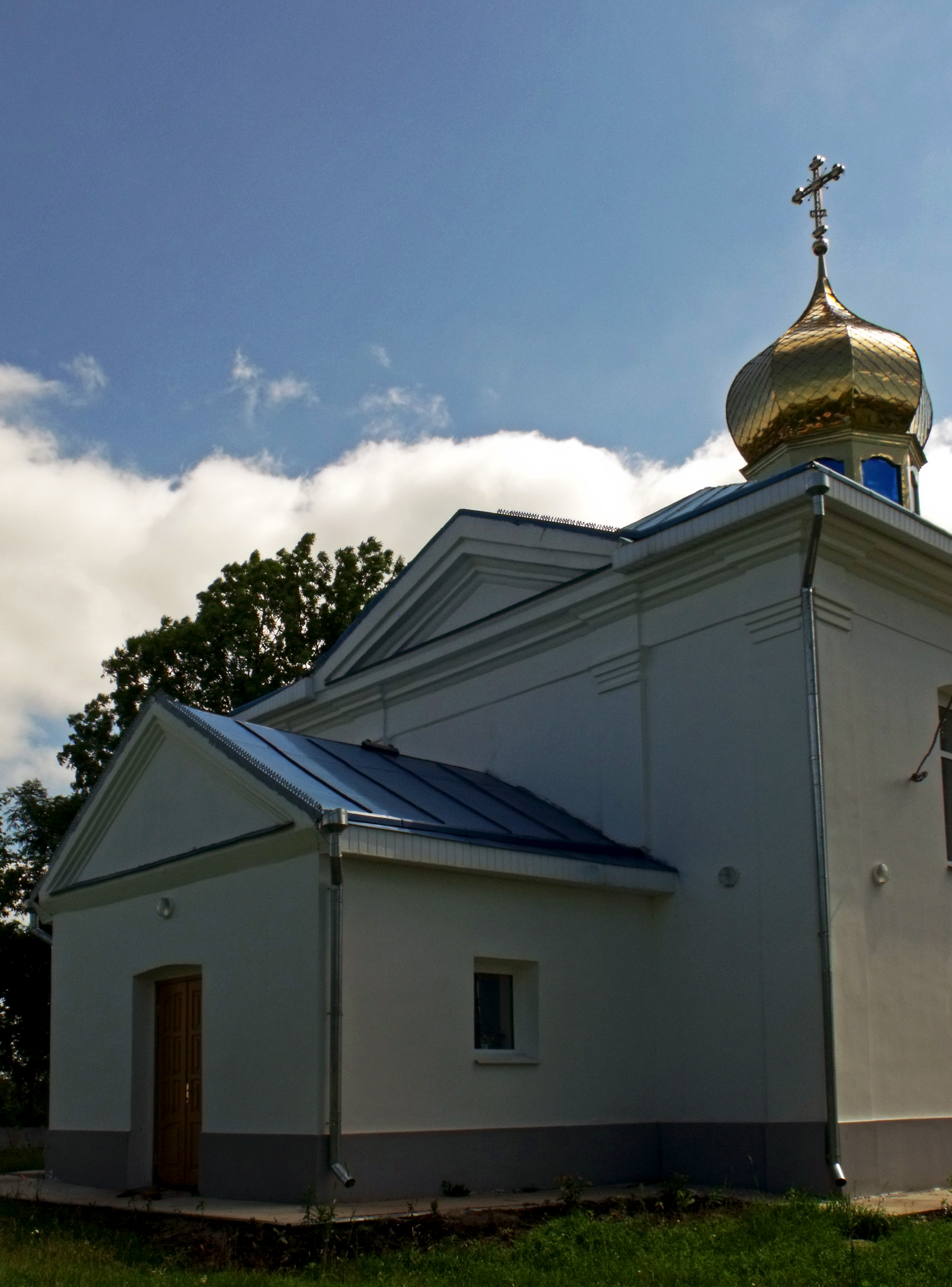
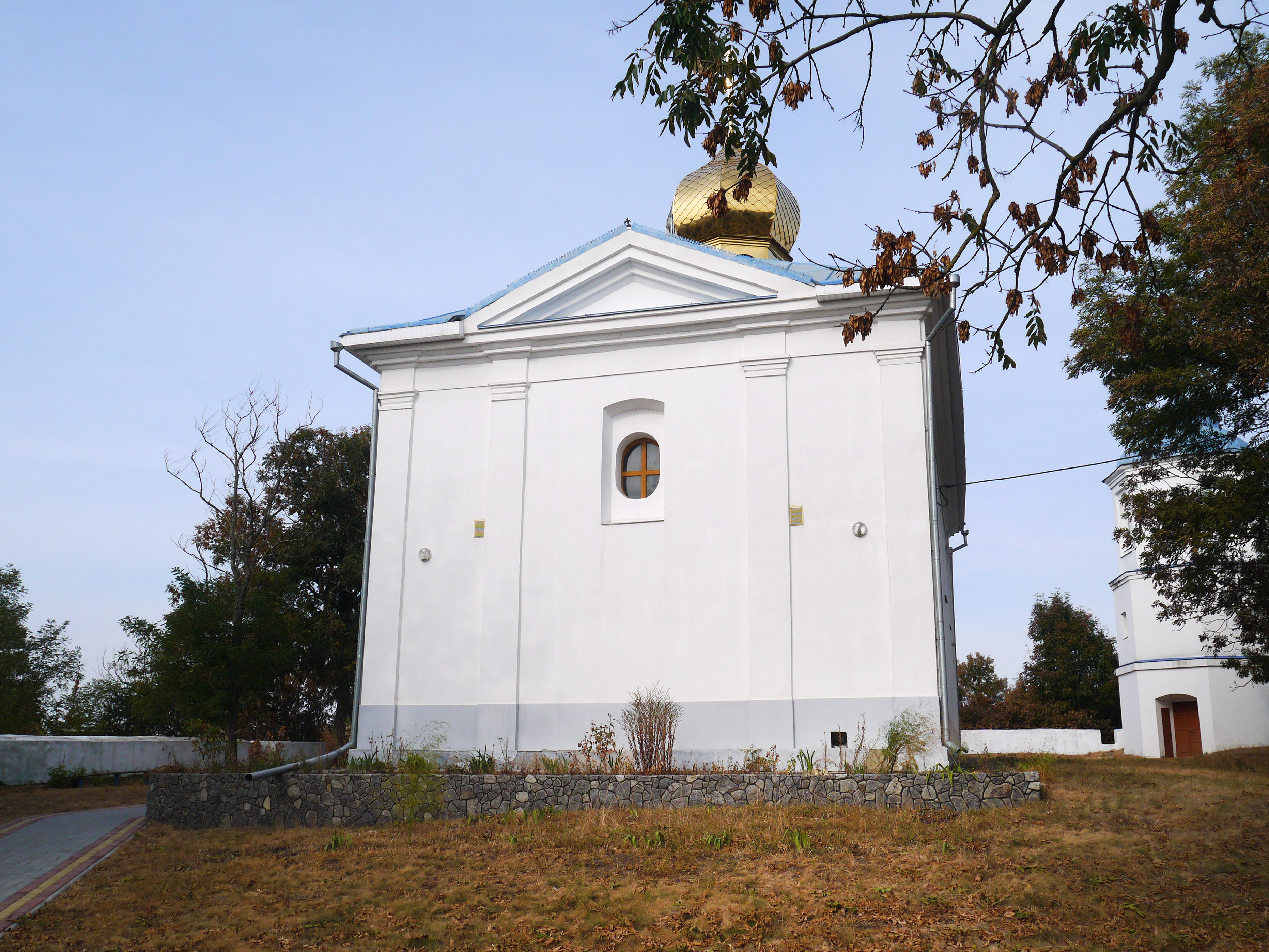
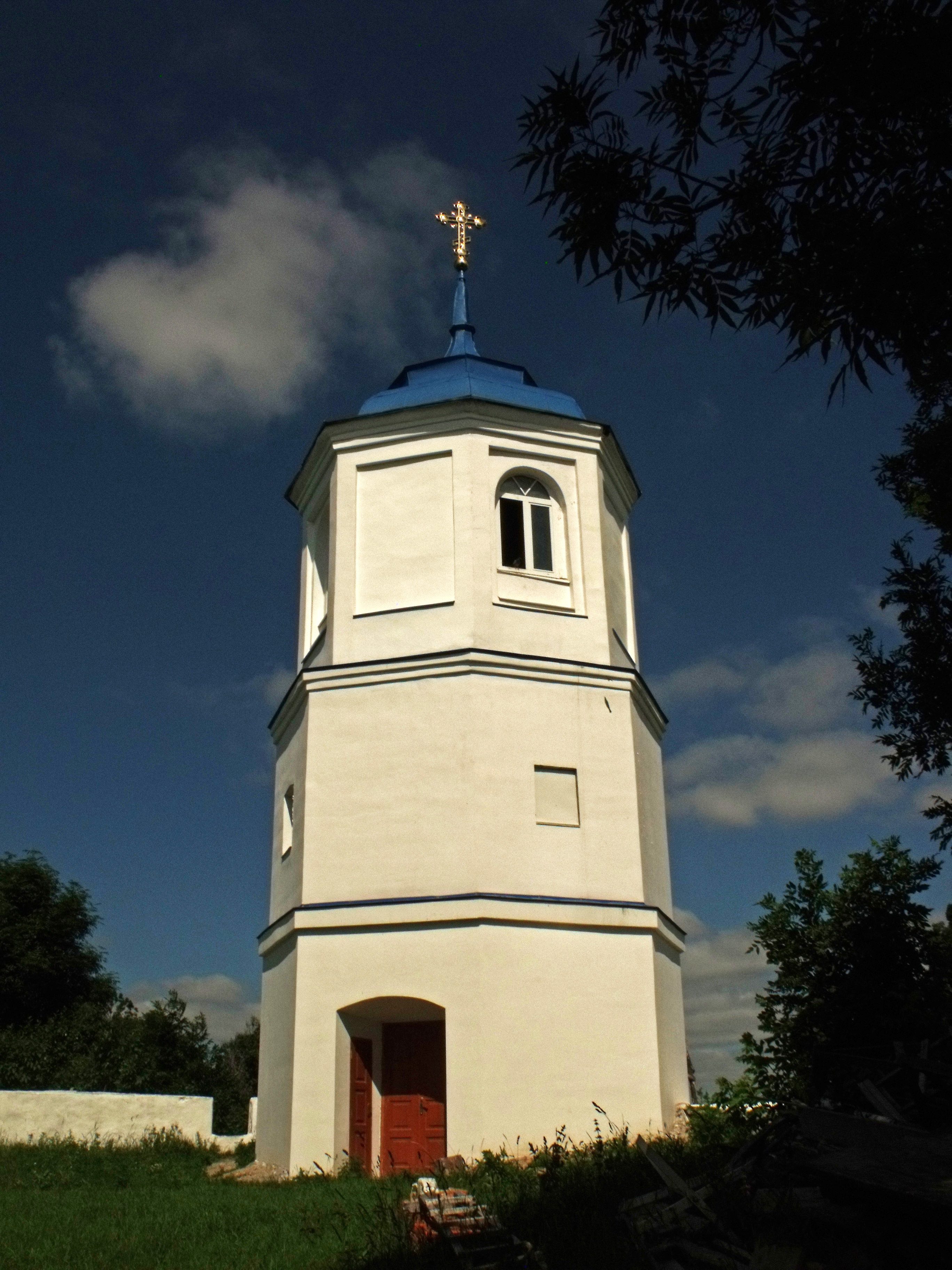